# Jerzy Zaleski (geograf)
Jerzy Zaleski, ps. „Harry”, „Bohdan Saryusz” (ur. 9 czerwca 1924 we Lwowie, zm. 28 maja 2001 w Sopocie) – żołnierz AK i WiN, polski ekonomista i geograf, pracownik naukowy i dydaktyczny Wyższej Szkoły Handlu Morskiego w Sopocie, Oficerskiej Szkoły Marynarki Wojennej w Gdyni, Instytutu Morskiego w Gdańsku, Wyższej Szkoły Ekonomicznej w Sopocie, Uniwersytetu Mikołaja Kopernika w Toruniu, Uniwersytetu Gdańskiego, Akademii Wychowania Fizycznego w Gdańsku i Wyższej Szkoły Pedagogicznej w Słupsku.

## Życiorys
Syn Adolfa, oficera WP i Marii, nauczycielki. Uczęszczał do gimnazjum. 20 września 1939 Zaleski wraz z X Brygadą Pancerną przekroczył granicę węgierską i został internowany w obozie w Vamosmikola, następnie w Balatonzamardi i Balatonboglár, gdzie zdał egzamin dojrzałości w gimnazjum polskim (1942). Studiował na wydziale filozoficznym uniwersytetu im. Piotra Pazmanya w Budapeszcie (1942–1946). Jednocześnie pełnił w szeregach Armii Krajowej (Grupa C, wywiadu poza granicami kraju) służbę wywiadowczą na Bałkanach (1942–1945). Był dwukrotnie aresztowany; uciekł z transportu do obozu w Mauthausen.
Po powrocie do kraju zamieszkał w Gliwicach (1946), jako członek WiN był poddany inwigilacji, w wyniku której był zmuszony do zamieszkania w Trójmieście i podjęcia studiów w Wyższej Szkole Handlu Morskiego w Gdyni/Sopocie. Na tejże uczelni pełnił też obowiązki asystenta w Zakładzie Geografii Gospodarczej (1948–1949). Aresztowany przez funkcjonariuszy Urzędu Bezpieczeństwa. Kontynuował studia w Wyższej Szkole Ekonomicznej w Poznaniu, uzyskując dyplom magistra ekonomii (1950).
Wykładał w Oficerskiej Szkole Marynarki Wojennej w Gdyni (1951), był pracownikiem fizycznym, urzędnikiem w Wojewódzkim Zarządzie Gospodarki Komunalnej w Gdańsku, dziennikarzem Słowa Powszechnego, pracownikiem w Zakładzie Ekonomiki Transportu Morskiego Instytutu Morskiego w Gdańsku (1956–), gdzie odbył szereg podróży i rejsów szkoleniowych, st. asystentem/adiunktem w Katedrze Geografii WSE w Sopocie (1960-), gdzie obronił pracę doktorską z zakresu nauk ekonomicznych pt. „Import rud żelaza do Polski drogą morską” (1961). Na Wydziale Geografii Wyższej Szkoły Pedagogicznej w Gdańsku eksternistycznie uzyskał dyplom magistra geografii (1963). Na podstawie pracy pt. „Wpływ przemian w gospodarce światowej na strukturę i kierunki międzynarodowych obrotów towarowych drogą morską” na wydziale biologii i nauk o Ziemi Uniwersytetu im. Adama Mickiewicza w Poznaniu otrzymał stopień doktora habilitowanego nauk geograficznych (1966).
Oprócz pracy w Wyższej Szkole Ekonomicznej w Sopocie, był równolegle zatrudniony jako kierownik Zakładu Geografii Ekonomicznej Instytutu Geografii Uniwersytetu Mikołaja Kopernika w Toruniu (1966–1969). W 1967 objął kierownictwo Katedry Geografii Ekonomicznej WSE w Sopocie. W 1970 WSE weszła w skład nowo powstałego Uniwersytetu Gdańskiego. Wówczas został kierownikiem Zakładu Geografii Ekonomicznej i Politycznej w Instytucie Geografii na Wydziale Biologii i Nauk o Ziemi Uniwersytetu Gdańskiego. W 1971 przeszedł jako docent na Wydział Ekonomiki Transportu UG. Nominowany został przez Radę Państwa na stopień profesora (1973).
W 1978 otrzymał stanowisko dyrektora Instytutu Turystyki i Rekreacji Akademii Wychowania Fizycznego w Gdańsku, na Uniwersytet Gdański powrócił w 1981; jako kierownik Zakładu Geografii Ekonomicznej Morza na Wydziale Biologii, Geografii i Oceanologii UG (-1992). Jednocześnie był zatrudniony w Wydziale Matematyczno-Przyrodniczym Wyższej Szkoły Pedagogicznej w Słupsku (1985–1990). Wykładał też w Niemczech, w Szwecji, Finlandii i Kanadzie. Brał udział w konferencjach naukowych. W 1992 przeszedł na emeryturę.
Był redaktorem naczelnym kwartalnika „Science for Peace” (Nauka dla Pokoju) (1989–1991) i członkiem Komitetu Naukowego „Kwartalnika Geograficznego” w Gdańsku (1996). Pełnił funkcje w stowarzyszeniach naukowych: Polskim Towarzystwie Geograficznym, Polskim Towarzystwie Nautologicznym, Gdańskim Towarzystwie Naukowym, Komitecie Badań Morza Polskiej Akademii Nauk, Instytucie Bałtyckim, Instytucie Morskim, Międzynarodowej Unii Geograficznej (International Geographical Union), Professors World Peace Academy etc., również w Związku Nauczycielstwa Polskiego, Akademickim Związku Sportowym, NSZZ „Solidarność” (1980–1981) i Lidze Morskiej.
Był ponownie inwigilowany i represjonowany w czasie stanu wojennego. W 1991 minister spraw zagranicznych Krzysztof Skubiszewski zaoferował mu objęcie stanowiska ambasadora RP w Budapeszcie, którego nie przyjął.
Jerzy Zaleski zajmował się problemami geografii ekonomicznej i społecznej, ze szczególnym uwzględnieniem zagadnień związanych z morzem. Stworzył wraz z prof. Janem Moniakiem nowy dział geografii komunikacji – geografię transportu morskiego. Wprowadził do terminologii naukowej, geograficznej i politycznej, pojęcie Europy Bałtyckiej. Uprawiał publicystykę, z której część ukazywała się w tzw. „drugim obiegu” wydawanym przez podziemie edytorskie; współpracował też z katolickimi i prawicowymi periodykami społeczno-politycznymi.
Pochowany na Cmentarzu Komunalnym w Sopocie (kwatera R3-1-2).

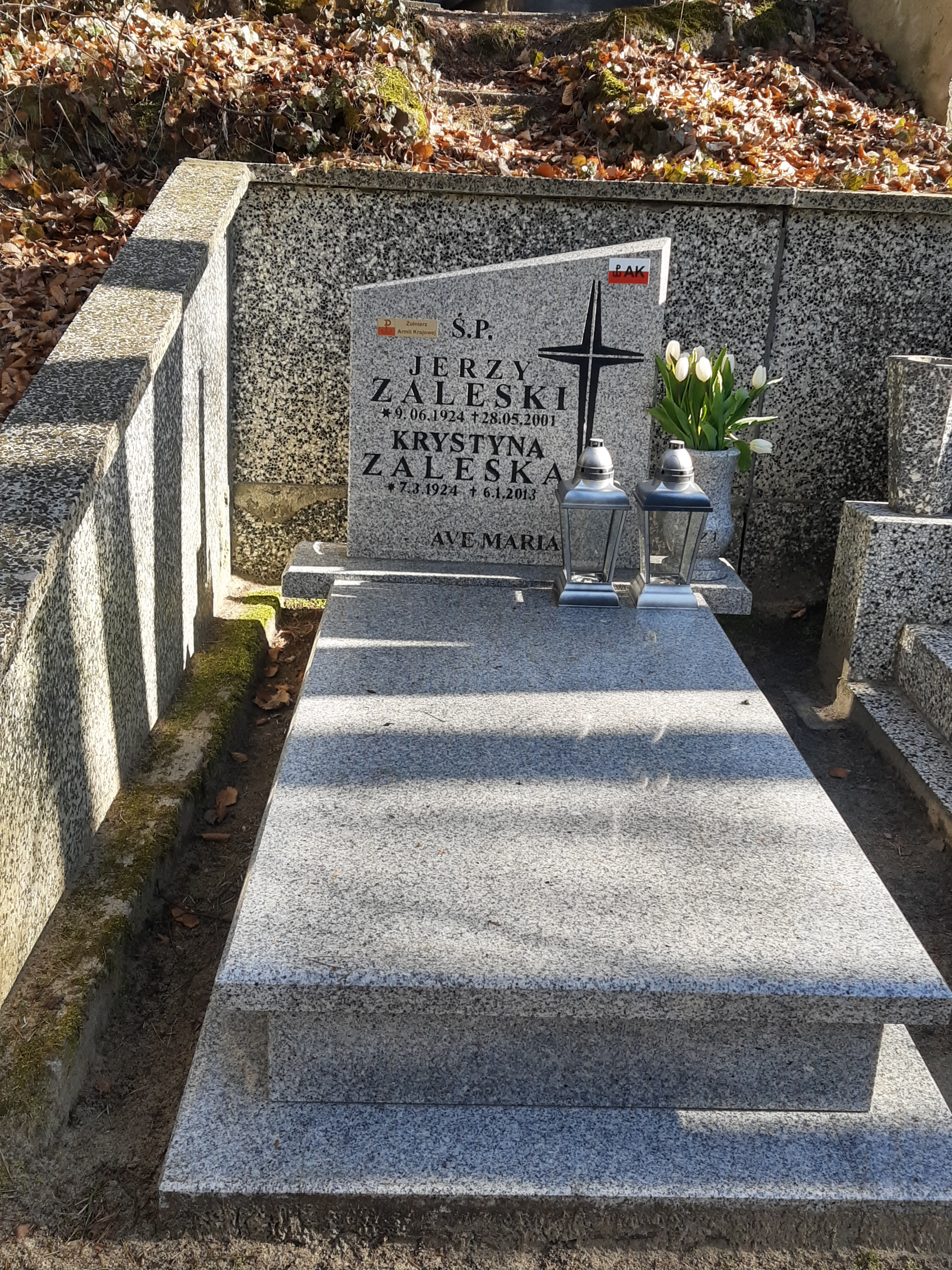
Grób prof. Jerzego Zaleskiego na Cmentarzu Komunalnym w Sopocie

## Publikacje własne
- Analiza liczebności załóg flot handlowych Polski i Niemieckiej Republiki Federalnej, Instytut Morski Gdańsk 1959
- Aktualny stan badań ekonomicznych nad podwodną żeglugą handlową, Instytut Morski Gdańsk 1960
- Import rud żelaza do Polski drogą morską, Wyższa Szkoła Ekonomiczna Sopot 1961, praca doktorska
- Ekonomiczne przesłanki eksploatacji trampów oceanicznych, Instytut Morski Gdańsk 1961
- Osiągnięcia gospodarcze Estońskiej Socjalistycznej Republiki Radzieckiej, Wojewódzki Zarząd TPPR Gdańsk 1962
- Zarys geografii gospodarczej ZSRR, WSE Sopot 1966, współautorstwo
- Wpływ przemian w gospodarce światowej na strukturę i kierunki międzynarodowych obrotów towarowych drogą morską, WSE Sopot 1966, praca habilitacyjna
- Ogólna geografia transportu morskiego w zarysie, Państwowe Wydawnictwo Naukowe Warszawa 1967, II wyd. 1978, opublikowana później w przekładzie niemieckim i rosyjskim
- Zarys geografii żeglugi i portów morskich, WSE Sopot 1970, II wyd. 1974, współautorstwo
- Udział "Żeglugi bydgoskiej" w obsłudze transportowej polskich portów morskich, Uniwersytet Mikołaja Kopernika Toruń 1970, współautorstwo
- География морского транспорта, Прогресс Moskwa 1971
- Morze Śródziemne, PWN Warszawa 1974, współautorstwo
- Morze Bałtyckie, PWN Warszawa 1975, współautorstwo
- Europa Bałtycka, Zakład Narodowy im. Ossolińskich Wrocław 1977, współautorstwo
- Geographie des Seeverkehrs, Transpress VEB Verlag für Verkehrswesen Berlin 1979, współautorstwo
- Morze Arktyczne, PWN Warszawa 1979, współautorstwo
- Ocean Atlantycki, PWN Warszawa 1982, współautorstwo
- Rola i funkcje Słupska na tle sieci osadniczej Środkowego Wybrzeża, Wyższa Szkoła Pedagogiczna Słupsk 1992, współautorstwo
- Europa bałtycka od idei do rzeczywistości, Uniwersytet Gdański, Katedra Geografii Rozwoju Regionalnego Gdynia/Wydawnictwo "Bernardinum" Pelplin 2006, współautorstwo